# Saururus chinensis
A Saururus chinensis a borsvirágúak (Piperales) rendjébe és a Saururaceae családjába tartozó faj.

## Előfordulása
A Saururus chinensis eredeti előfordulási területe Ázsia déli és keleti részei. A következő országokban és térségekben lelhető fel: Kína, India, Japán (beleértve a Rjúkjú-szigeteket is), a Koreai-félsziget, a Fülöp-szigetek és Vietnám.
Manapság világszerte gyógynövényként és dísznövényként ültetik.

## Megjelenése
Ez a mocsári növényfaj, körülbelül 1 méter magasra is megnőhet. A zöld levelei oválisan lándzsásak; 10-20 centiméter hosszúak és 5-10 centiméter szélesek.

### Fordítás
- Ez a szócikk részben vagy egészben  a   Saururus chinensis című angol Wikipédia-szócikk ezen változatának fordításán alapul.  Az eredeti cikk szerkesztőit annak laptörténete sorolja fel. Ez a jelzés csupán a megfogalmazás eredetét és a szerzői jogokat jelzi, nem szolgál a cikkben szereplő információk forrásmegjelöléseként.